# Constantin Gheorghe Banu
Constantin Gheorghe Banu (n. 20 martie 1873, București, România – d. 8 septembrie 1940, Roman, Roman, România) a fost un jurnalist, politician și scriitor român, ministru al Ministerului culturii și al patrimoniului național din România între 1922 – 1923.
Ca scriitor, director și editor de revistă, Constantin Banu este fondatorul, editorul și directorul revistei Flacăra, pe care a publicat-o în două serii, alături de Petre Locusteanu, Ion Pillat, Adrian Maniu, și, mai târziu, împreună cu Vintilă Russu-Șirianu.  Una din apreciatele și bine vândutele reviste literare ale timpului interbelic din România Mare, Revista Flacăra a fost o continuă rampă de lansare pentru numeroși scriitori ai Simbolismului din România.

## Biografie

### Ani timpurii
Născut în București, Gheorghe a fost fiul lui  Gheorghe N. Banu și Smaranda (ori Coralia) Banu.  De origine franceză din partea mamei și română din partea tatălui, Banu a fost botezat ortodox.  A terminat liceul la Colegiul Național „Sfântul Sava” din București, fiind coleg de clasă cu Ioan A. Bassarabescu, viitorul actor Ion Livescu și viitorul politician Scarlat Orăscu.

## Revista „Flacăra”
La data de 11 octombrie 1911, Banu și Locusteanu au scos primul număr al revistei Flacăra, un săptămânal de evenimente literare și culturale.